# Horst Rinne
Horst Rinne (* 19. Januar 1939 in Hildesheim; † 28. Januar 2023) war ein deutscher Wirtschaftswissenschaftler und Statistiker.

## Leben
Nach dem Abschluss zum Diplom-Volkswirt im Jahr 1963 an der Universität Göttingen erfolgte die Promotion zum Dr. rer. pol. 1967  an der TU Berlin. Von 1969 bis 1972 war er Lehrbeauftragter an der TU Hannover und wissenschaftlicher Mitarbeiter im Operations Research der Volkswagen AG, Wolfsburg. Im Jahr 1971 erfolgte an der TU Berlin die Habilitation für die Fächer Statistik und Ökonometrie.
Von 1972 bis zur Emeritierung im Jahr 2005 war er ordentlicher Professor für Statistik und Ökonometrie an der Universität Gießen.
Er war von 1981 bis 1997 Vorstandsmitglied der Deutschen Statistischen Gesellschaft und Schriftleiter des von dieser Gesellschaft herausgegebenen Allgemeinen Statistischen Archivs.

## Schriften (Auswahl)

### Als Autor
- Das Sozialprodukt – Unzulänglichkeiten des Konzepts und Ungenauigkeiten der Schätzung. Berlin 1967, DNB 482175966 (Hochschulschrift, Berlin, Techn. Univ., Fak. f. Wirtschaftswissenschaften, Diss. v. 13. Juli 1967).
- Die Verlässlichkeit von Sozialproduktsdaten auf der Basis ihrer Revisionen – Eine ökonometrische Studie, dargestellt am Beispiel der Bundesrepublik Deutschland (= Schriften zur wirtschaftswissenschaftlichen Forschung. Band 33). Hain, Meisenheim am Glan 1969, DNB 457947276.
- Mit Siegfried Heiler: Einführung in die Statistik. Hain, Meisenheim am Glan 1971, DNB 720060907.
- Strategien der Instandhaltung – ein Beitrag zur statistischen Theorie der Zuverlässigkeit (= Schriften zur wirtschaftswissenschaftlichen Forschung. Band 51). Hain, Meisenheim am Glan 1972, ISBN 3-445-00897-4 (formal falsch) (Zugleich, Berlin (West), Techn. Univ., Fachbereich Wirtschaftswiss., Habil.-Schrift. 1971).
- Zur 150. Wiederkehr des Geburtstages von Ernst Louis Etienne Laspeyres. In: Gießener Universitätsblätter. Band 17, Nr. 2, 1984 (uni-giessen.de).
- 100 Jahre Allgemeines Statistisches Archiv: Rückblick, Biographien, Generalregister. Vandenhoeck & Ruprecht, Göttingen 1991, ISBN 978-3-525-80106-2.
- Zur Genesis der Weibull-Verteilung. In: Horst Rinne, Bernhard Rüger, Heinrich Strecker (Hrsg.): Grundlagen der Statistik und ihre Anwendungen – Festschrift für Kurt Weichselberger. Physica-Verlag, Heidelberg 1995, ISBN 3-7908-0872-5, S. 76–86.
- The Weibull Distribution – A Handbook. CRC Press, Boca Raton 2008, ISBN 978-1-4200-8744-4, doi:10.1201/9781420087444.
- Taschenbuch der Statistik. 4. Auflage. Harri Deutsch, Frankfurt am Main 2008, ISBN 978-3-8171-1827-4.
- Das Allgemeine Statistische Archiv. In: Heinz Grohmann, Walter Krämer, Almut Steger (Hrsg.): Statistik in Deutschland – 100 Jahre Deutsche Statistische Gesellschaft. Springer, Berlin / Heidelberg 2010, ISBN 978-3-642-15634-2, S. 77–86, doi:10.1007/978-3-642-15635-9_6.

### Als Herausgeber
- Mit Bernhard Rüger, Heinrich Strecker (Hrsg.): Grundlagen der Statistik und ihre Anwendungen – Festschrift für Kurt Weichselberger. Physica-Verlag, Heidelberg 1995, ISBN 3-7908-0872-5.